# Buthacus fuscata
Espèce
Synonymes
- Buthacus arenicola fuscata Pallary, 1929

Buthacus fuscata est une espèce de scorpions de la famille des Buthidae.

## Distribution
Cette espèce est endémique du Sud de l'Algérie.

## Systématique et taxinomie
Cette espèce a été décrite sous le protonyme Buthacus arenicola fuscata par Pallary en 1929. Elle est placée en synonymie avec Buthacus arenicola par El-Hennawy en 1992. Elle est relevée de synonymie et élevée au rang d'espèce par Cain, Gefen et Prendini en 2021.

## Publication originale
- Pallary, 1929 : « Les scorpions du Sahara central. » Bulletin de la Société d’Histoire Naturelle de l’Afrique du Nord, vol. 20, no 6/7, p. 133-141.